# Канан-е-Алія
Канан-е-Алія (перс. كنعان عليا) — село в Ірані, входить до складу дехестану Дул у Центральному бахші шахрестану Урмія провінції Західний Азербайджан.